# Kevin Williamson
Kevin Meade Williamson (født 14. marts 1965) er en amerikansk manuskriptforfatter, bedst kendt for horror film som Scream, I Know What You Did Last Summer og The Faculty, og populære tv-serier som Dawson's Creek, Hidden palms og senest The Vampire Diaries.